# Peter van Arkel

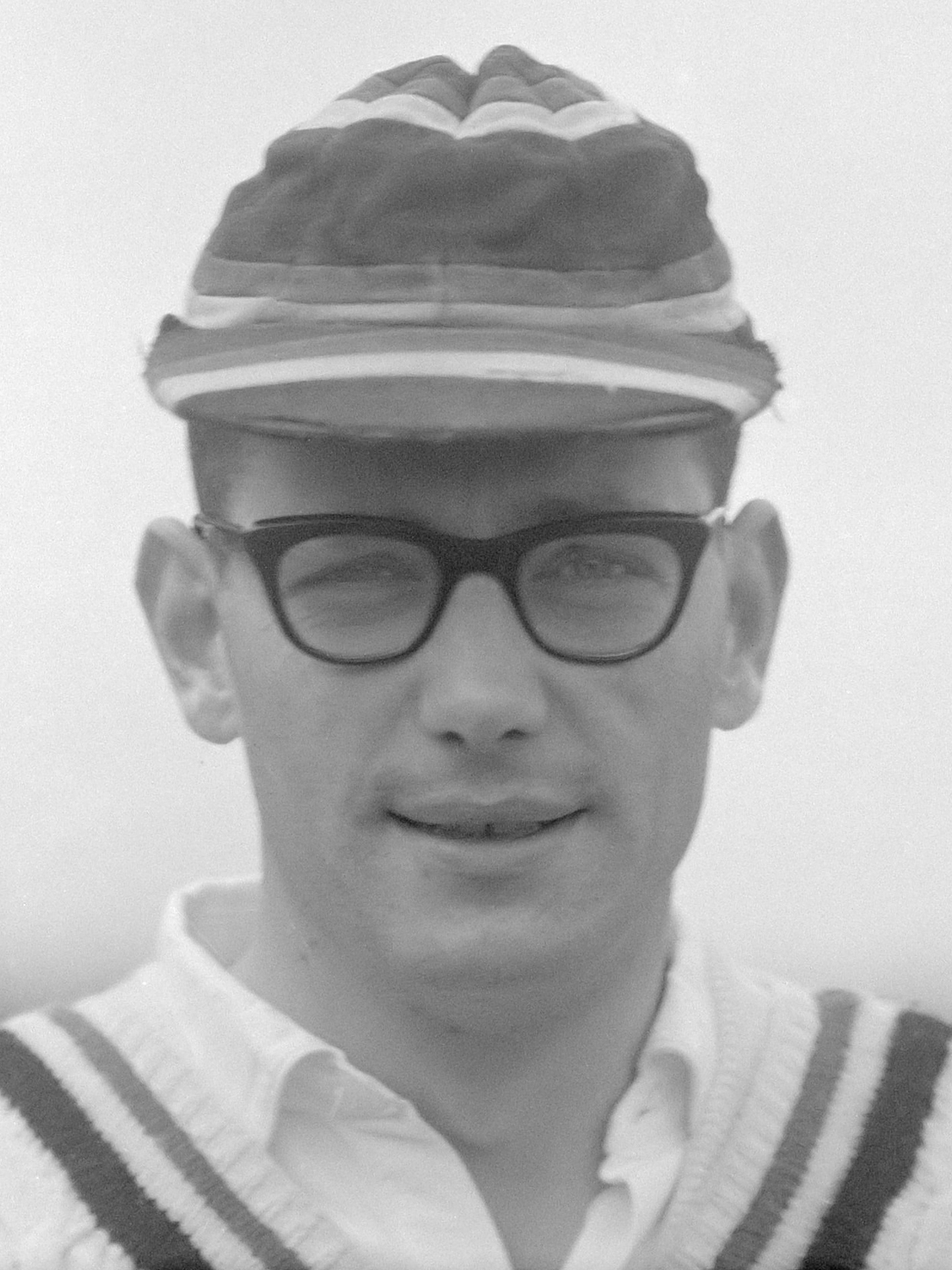
Piet van Arkel (1965)

Peter van Arkel is een bekende Nederlandse cricketer.
Van Arkel was lid van de Haagse Cricket Club (HCC).  In 1964 was hij de aanvoerder van het team dat Australië versloeg op het veld van HCC. Zijn teamgenoten waren Piet Marseille, Ruud Onstein, Pierhagen, Trijzelaar, Pim van der Vegt, Ernst Vriens, Wallie van Weelde en de Australiërs Conolly, Cowper en O'Neill.
Van Arkel is tevens lid van Cricket Touring Club de Flamingo's en van Orange All Stars. 

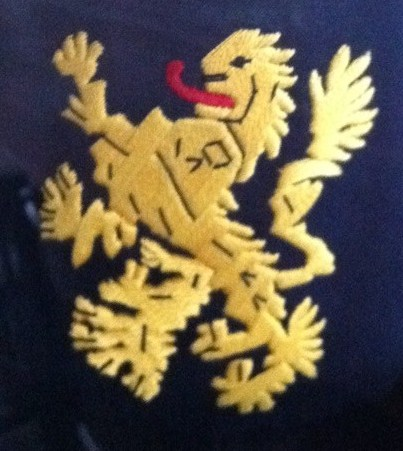

Omdat hij meer dan 25 keer Nederland in het buitenland vertegenwoordigde, wat in die tijd heel bijzonder was, kreeg hij een blazer met een speciaal embleem (zie foto).